# Historické centrum Bratislavy

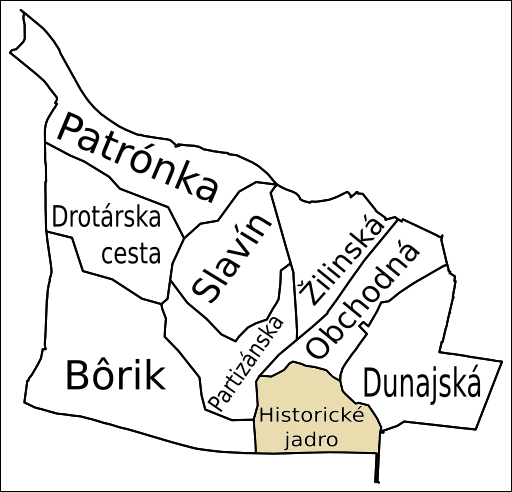
Historické jádro Bratislavy, nákres jednoho z možných vymezení

Historické centrum Bratislavy nebo historické jádro Bratislavy je (ne přesně vymezené) označení pro historickou část Bratislavy v jejím středu v městské části Staré Město. Zpravidla zahrnuje alespoň Bratislavský hrad, Podhradie a tzv. Vnitřní město. Hrad je někdy vyloučen nebo naopak do historického centra se zahrnuje i bezprostřední okolí těchto částí (např. Dunajské nábřeží, historická předměstí), pokud jsou charakterizovány historickou zástavbou. Na území historického centra byla v roce 1954 vyhlášena městská památková rezervace.